# André Wüstner

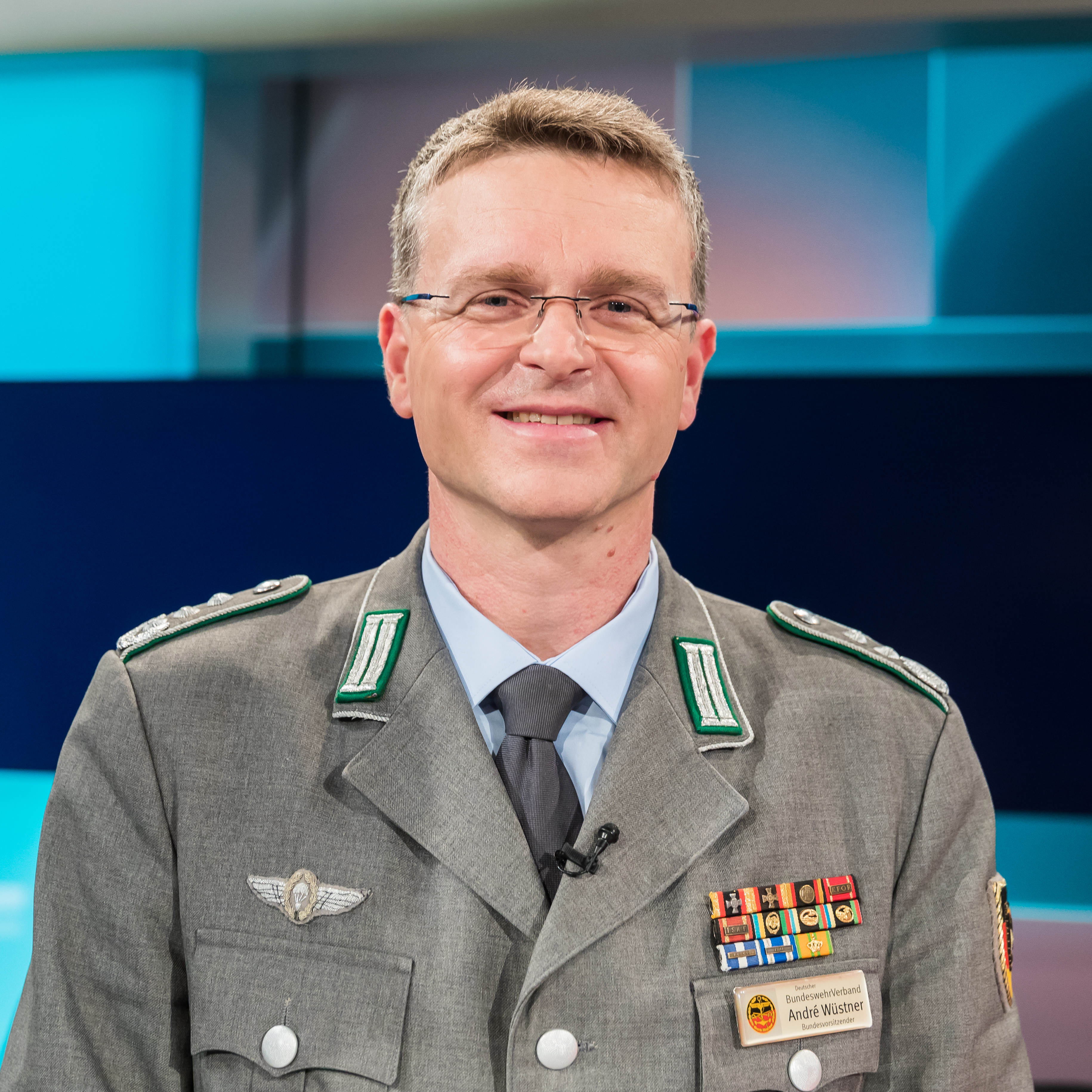
André Wüstner, 2024

André Wüstner (* 1974 in Bad Königshofen im Grabfeld) ist Oberst des Heeres der Bundeswehr und seit 2013 Vorsitzender des Deutschen Bundeswehrverbandes (DBwV).

## Leben
Wüstner ist seit 1994 Soldat des Heeres in der Bundeswehr. Im Rahmen der Laufbahn der Offiziere des Truppendienstes (Heer, Panzergrenadiertruppe) durchlief er verschiedene Stabs-, Ausbildungs- und Führungsverwendungen auf unterschiedlichen Ebenen. Wüstner war sowohl im Kosovo als auch als Kompaniechef der Panzergrenadiere in Afghanistan im Auslandseinsatz. Er absolvierte den Lehrgang Generalstabs-/Admiralstabsdienst International an der Führungsakademie der Bundeswehr in Hamburg. 
Von 2008 bis 2013 war er Sprecher des Gesamtvertrauenspersonenausschusses beim Bundesministerium der Verteidigung und damit ständiger Gast im Beirat Innere Führung als Dozent am Zentrum Innere Führung in Koblenz und war Gastredner auf mehreren internationalen Tagungen.
In November 2009 wurde Wüstner auf der 18. Hauptversammlung des Deutschen Bundeswehrverbandes zum zweiten stellvertretenden Bundesvorsitzenden und im November 2013 auf der 19. Hauptversammlung mit 96,4 Prozent zum Bundesvorsitzenden als Nachfolger von Oberst Ulrich Kirsch gewählt. Er ist der erste Vorsitzende mit Einsatzerfahrung. Auf der 20. Hauptversammlung im November 2017 wurde Wüstner ebenso im Amt bestätigt. Am 15. Dezember 2021 erfolgte auf der Hauptversammlung die Wiederwahl mit 91 Prozent. Er ist seit 2022 sachverständiges Mitglied der Enquete-Kommission Lehren aus Afghanistan für das künftige vernetzte Engagement Deutschlands des Deutschen Bundestags.

## Privates
Wüstner wohnt in Montabaur, ist verheiratet und hat zwei Kinder.